# Ora White Cat
Ora White Cat, также известный как R2 — городской электромобиль, выпускавшийся с 2020 по 2022 год суббрендом Ora компании Great Wall Motors.

## Описание
В июне 2019 года был представлен концепт-кар R2 EV. Автомобиль характеризовался как более комфортная альтернатива R1. Сзади имеется стеклопакет, оптически образующий одну часть с полосой светодиодных фонарей, проходящих по всей ширине кузова, с дополнительными фонарями на бампере.
Официально модель была запущена в производство 15 июля 2020 года под названием White Cat. В 2021 году было продано 20,6 тыс. моделей.

Производство Ora White Cat завершилось в феврале 2022 года из-за изменения модельной политики, в рамках которой производитель отказался от убыточных дешёвых моделей в пользу более крупных и дорогих конструкций.
- Ora R2 EV
- Ora White Cat

## Технические характеристики
White Cat оснащался аккумуляторами ёмкостью 34—38 кВт⋅ч. По циклу NEDC запас хода варьировался от 360 до 401 км. Версия с запасом хода 360 км оснащалась электродвигателем мощностью 35 кВт (48 л. с.) и крутящим моментом 125 Н⋅м, в то время как версия с запасом хода 401 км оснащалась электродвигателем мощностью 45 кВт (61 л. с.) и крутящим моментом 130 Н⋅м.